# 布拉德肖-海伍德鎮區 (阿肯色州克萊縣)
布拉德肖-海伍德鎮區（英語：Bradshaw-Haywood Township）是位於美國阿肯色州克萊縣的一個行政鎮區。

## 地方資料
布拉德肖-海伍德鎮區的面積為97.21平方千米，當中陸地面積為97.08平方千米，而水域面積為0.13平方千米。根據2010年美國人口普查的數據，當地共有人口645人，而人口密度為每平方千米6.64人。